# Bogyó Samu
Bogyó Samu, 1881-ig Steiner (Paptamási, 1857. január 7. – Budapest, Terézváros, 1928. április 10.) tanár, matematikus. Gombosi Ottó zenetörténész és Gombosi György művészettörténész nagyapja.

## Élete
Steiner Izsák fia. Nagyváradon a rabbiképzőben tanult, de végül nem fejezte be, s a budapesti Műegyetemen szerzett tanári képesítést. A budapesti Kereskedelmi Akadémia tanára volt 1883-tól kezdve, egyszersmind több nagy pénzintézet matematikusa. Tagja volt az Országos Közoktatási Tanácsnak és a Felső kereskedelmi iskolai tanárvizsgáló bizottságnak. Számos szaktanulmánya jelent meg folyóiratokban, tankönyvei pedig a legelterjedtebb kereskedelmi tankönyvekhez tartoztak. Több intézet nyugdíjtervezetét készítette el. Halálát agyguta okozta.

### Családja
Felesége Stern Jozefa (1859–1924) volt, Stern Jakab és Kohn Johanna lánya, akit 1879. augusztus 3-án Nagyváradon vett nőül.
Gyermekei:
- Bogyó Erzsébet (1881–?). Férje Gombosi József Lipót (1878–?) magánhivatalnok volt.
- Bogyó János (1883–1953)[6] gyárigazgató, vállalati jogtanácsos. Felesége Csajági Erzsébet (1889–?) volt.[7]
- Bogyó Borbála (1887–1966). Férje Gábor Antal (1885–?) magánhivatalnok volt.[8]
- Bogyó István (1889–?) uradalmi intéző. Felesége Radó Sarolta (1894–?) volt.[9]
- Bogyó László (1890–1944)[10] kereskedő. Felesége Lehdebohm Irma Krisztina (1901–?) volt.[11]

## Főbb művei
- Politikai számtani feladatok kereskedelmi iskolák számára és magán használatra. (Budapest, 1885)
- Példák és feladatok a kereskedelmi számtanhoz. Novák Sándorral. (3. javított és bővített kiadás. Budapest, 1892)
- Kereskedelmi számtan. Havas Miksával. 1–2. (Budapest, 1896–1898; 5. javított kiad. 1909–1910; 6. kiad. 1914; teljesen átdolgozott és kiegészített kiadás. 1922–1923; 1928; olaszul: 1899)
- Táblák a politikai számtan, kamatos-kamat-, járadék- és életbiztosítási számításokhoz. Havas Miksával. (Budapest, 1898; 4. kiadás: 1930)
- 1-től 100 000-ig terjedő számok hétjegyű logarithmusai. Havas Miksával. (Budapest, 1898; 4. kiadás: 1924)
- Politikai számtan. Havas Miksával. (Budapest, 1899; 6. átdolgozott kiadás: 1930)
- Kereskedelmi irodai munkálatok. Havas Miksával. (2. javított kiadás: Budapest, 1901; 5. kiadás: 1910)
- Tartalék és szerzési költség. (Jogtudományi Közlöny, 1903)
- Politikai számtan. Havas Miksával, Bein Károllyal. 1–2. (Budapest, 1907)
- Módszeres utasítás a matematika tanításához. Suppan Vilmossal. (Budapest, 1912)
- Der mathematische Unterricht an den Handelsschulen. Havas Miksával. (Budapest, 1918)
- Jelzálogos kölcsönök törlesztése. (A Szabad Lyceum kiadványai. 2. Budapest, 1918)
- Kereskedelmi számtan a négyévfolyamú felsőkereskedelmi iskolák számára. (Budapest, 1926)